# Michael
Michael ist ein männlicher Vorname und Familienname. Vereinzelt kommt er auch als weiblicher Vorname vor.

## Herkunft und Bedeutung

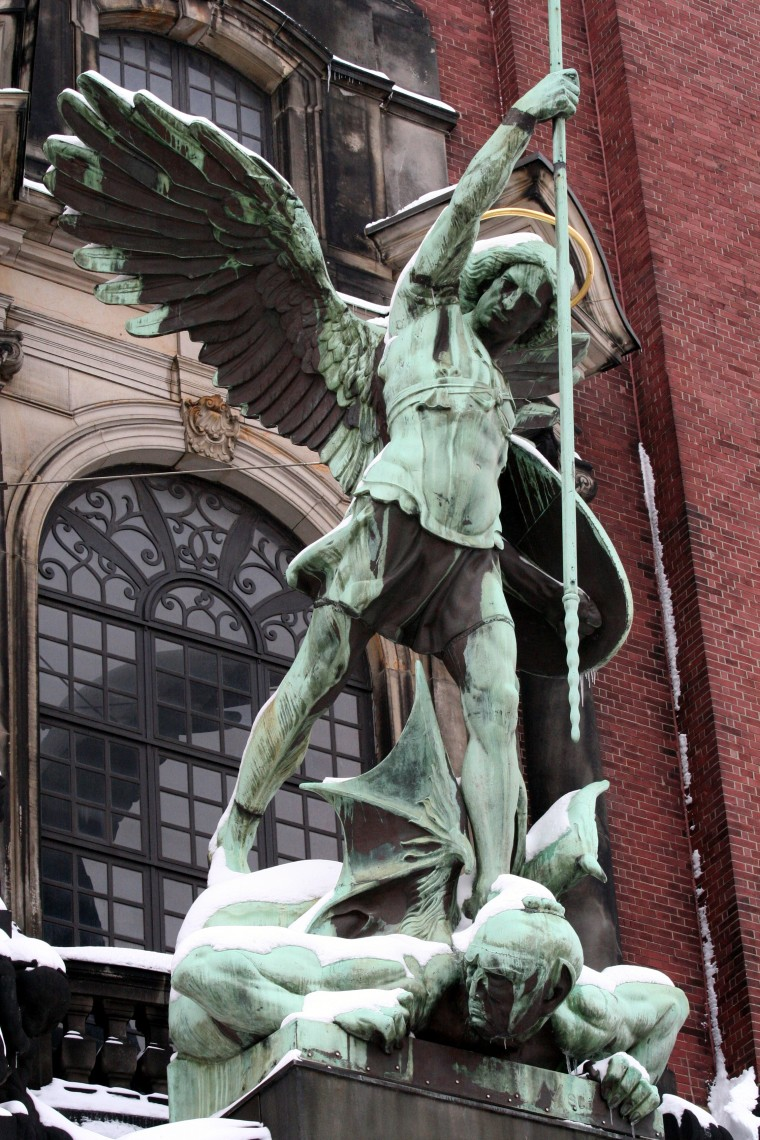
Erzengel Michael und Luzifer

Der Name Michael, hebräisch מִיכָאֵל mîḵāʾēl, setzt sich aus den Elementen מִי mî „wer“, כְּ־ kə- „wie“ und dem אֵל ʾēl zusammen und bedeutet: „Wer ist wie Gott?“ Mit dieser Frage wird das Erstaunen über das Wesen Gottes, das alle bisherigen Erfahrungen qualitativ übersteigt, zum Ausdruck gebracht.
Im Alten Testament tragen neun verschiedene Männer diesen Namen. Darüber hinaus taucht im Buch Daniel, später auch im Judasbrief und der Offenbarung der Erzengel Michael auf. Die Idee, Engelsgestalten durch die Vergabe von Eigennamen zu individualisieren, haben die Juden wohl im babylonischen Exil adaptiert.

## Verbreitung
Bereits in der Perserzeit war der Name Michael sehr beliebt.
Mit dem Christentum breitete er sich in der Welt aus.

### Deutschland
In Deutschland fand der Name einer Theorie zufolge erste Popularität durch die byzantinische Gattin des deutschen Kaisers Otto II., Theophanu, die selber ab 985 sieben Jahre lang als deutsche Kaiserin herrschte. Der Name war im byzantinischen Reich beliebt, ihn trugen neun Kaiser des byzantinischen Reiches, Michael I. bis Michael IX. von Byzanz.
Im Mittelalter war der Name in der Zählung von 1323–48 noch nicht unter den beliebtesten zehn Vornamen in Süddeutschland (am Beispiel Bamberg), in der Zählung 1481–97 war er auf Platz 8 der beliebtesten Vornamen in Bamberg, nicht aber in Norddeutschland. Aus genealogischen Statistiken in Europa lässt sich ableiten, dass der Vorname um das Jahr 1600 und kurz danach ein kleines Hoch in der Beliebtheit hatte (Spitze 0,2 % aller Vornamen im Jahr 1611), danach bis Ende der 1930er Jahre eine relativ stetige Häufigkeit von 0,05–0,1 % hatte.
Ab Ende des 19. Jahrhunderts liegen in Deutschland relativ zuverlässige Namensstatistiken vor. Demnach war Michael im Jahrzehnt 1890–1899 auf dem 53. Platz der Beliebtheit. In den beiden Jahrzehnten 1900 bis 1920 war Michael nicht mehr unter den häufigsten achtzig bzw. neunzig Vornamen, lag in den 1920er Jahren auf Platz 90 und in den 1930er Jahren auf Platz 81.
1941 taucht der Name das erste Mal auf der Liste der häufigsten 35 männlichen Vornamen in Deutschland auf, und zwar auf Platz 27, stieg dann kontinuierlich über Platz 20 (1942/43) und Platz 17 (1944) auf Platz 14 im Jahr 1945. Dieser Anstieg in der Zeit des Nationalsozialismus fand trotz der offiziellen Ablehnung hebräischer und anderer fremdländischer Vornamen statt. Andererseits hieß auch ein 1929 veröffentlichter Roman des späteren Propagandaministers Joseph Goebbels nach seinem Helden Michael.
Die Beliebtheit des Vornamens Michael stieg weiter: 1948 auf Platz 12, 1950 auf Platz 7 und damit das erste Mal unter den zehn beliebtesten Vornamen. 1955 war der Vorname dann auf Platz 1 und blieb bis 1973 unter den drei beliebtesten Vornamen in Deutschland. Platz 1 erreichte er 1955, 1956, 1959, 1971, 1972 und 1973. Im Jahr 1974 kam er nur mehr auf Platz 6, erreichte zwischen 1975 und 1984 schwankende Werte zwischen Platz 2 und Platz 11, bevor er ab 1985 nicht mehr unter den beliebtesten zehn Vornamen landete. 1985 bis 1988 war er noch unter den ersten fünfzehn zu finden, 1990 dann nur noch auf Platz 30. Ab 1992 findet er sich nicht mehr unter den 35 beliebtesten Vornamen. 2005 liegt er auf Platz 72, 2007 auf Platz 92, 2010 auf Platz 100.
Im Jahr 2021 lag Michael nach leichtem Auf und Ab wieder auf Rang 100 in den Hitlisten. Als Zweitname erfreut er sich nach wie vor großer Beliebtheit. Auf der Liste der häufigsten Folgenamen lag er auf Rang 8 und wird etwa doppelt so häufig als Zweitname wie als Rufname vergeben.

### Österreich und Schweiz
Der Name lag in Österreich zwischen den Jahren 1984 bis 1995 auf dem 1. Platz, bis 2004 befand er sich in den Top 10, seitdem ist seine Vergabe rückläufig, jedoch befindet sich Michael heute immer noch in den Top 50. Im Zeitraum 1984 bis 2022 wurde er rund 41.300 Mal vergeben.
In der Schweiz stieg die Beliebtheit des Namens in den 1950er Jahren an, zwischen Ende der 1960er Jahre bis Ende der 1990er Jahre zählte er stets zu den Top 10. Im Jahr 1994 belegte er zum letzten Mal den 1. Platz in der Hitliste der beliebtesten Jungennamen. Seit der Jahrtausendwende hat die Popularität des Namens jedoch stark nachgelassen. Insgesamt wurde Michael zwischen den Jahren 1930 bis 2022 etwa 41.500 Mal vergeben.

### USA
Wie die ab 1941 gestiegene Popularität des Vornamens in Deutschland mit der parallel dazu gestiegenen Beliebtheit des Namens in den USA in Zusammenhang steht, ist unklar. Hier lag der Name, ganz ähnlich wie in Deutschland, im Jahr 1880 noch auf Platz 51, 1930 auf Platz 54, stieg dann aber ab 1936 in der Beliebtheit langsam an. 1940 lag er in den USA auf Platz 18, 1943 auf Platz 10, und 1946 auf Platz 7. Von 1953 bis zum Jahr 2010 lag der Vorname in den USA immer auf einem der ersten drei Plätze, von 1954 bis 1998 sogar 45 Jahre lang auf Platz 1, dann noch einmal von 1999 bis 2008 auf Platz 2. Erst 2011 rutschte der Vorname auch in den USA auf Platz 6, 2012 auf Platz 8. In der Stadt New York lag der Vorname 2012 bei schwarzen Jungen auf Platz 6, bei weißen Jungen noch immer auf Platz 3.

### International
Michael zählte in den Niederlanden zwischen Ende der 1950er Jahre bis Anfang der 2000er Jahre zu den beliebten Jungennamen. Seit 1930 wurde er bis heute etwa 28.500 Mal vergeben. In Frankreich war der Name von Ende der 1960er Jahre bis Mitte der 1990er Jahre in der Liste der populären Namen zu finden. Von 1930 bis heute wurde er circa 90.200 Mal in der Namensgebung berücksichtigt. Der Vorname befand sich in Belgien in den 1990er Jahren in den Charts der beliebten Namen, seitdem ist er nur noch mäßig populär.
In Irland hat sich Michael unter den beliebtesten Jungennamen etabliert. Im Jahr 2021 belegte er Rang 11 der Hitlisten. Auch in Israel wird der Name nach wie vor häufig vergeben und lag im Jahr 2019 auf Rang 19 der Vornamenscharts.
In Tschechien hält sich der Name relativ beständig um Rang 40 der Hitlisten. Im Jahr 2016 stand er auf Rang 38.
Der Vorname wird in Polen seit 2000 alljährlich vergeben, jedoch ist er dort nicht sonderlich beliebt. In Slowenien kommt der Name nur sehr selten vor.
Dagegen sank die Beliebtheit des Namens in Italien in den vergangenen 20 Jahren, jedoch nur leicht, sodass Michael dort 2022 auf Rang 85 lag.
In Spanien stieg die Popularität des Namens Mitte der 1970er Jahre an, jedoch war er stets nur mäßig beliebt. Im Jahr 1990 erreichte der Name seinen Höhepunkt mit dem 230. Platz.
Außerdem kommt Michael in den skandinavischen Ländern Dänemark, Norwegen und Schweden vor. In Dänemark belegte er im Jahr 1985 sogar den 2. Platz, seit Anfang der 1990er Jahre hat seine Beliebtheit stetig nachgelassen. Seit dem Jahr 2003 ist der Name nur noch mäßig beliebt.
Auch wenn die Popularität des Namens in den vergangenen Jahren merklich sank, gehört Michael in Kanada, Australien und Neuseeland immer noch zu den 100 beliebtesten Jungennamen.
Auch im Vereinigten Königreich ist der Name nach wie vor ein Teil der Top 100. Für die drei Landesteile in Großbritannien zeigt sich ein ähnliches Bild: Die Beliebtheit sank relativ beständig seit den 1990er Jahren, in England und Wales von Rang 22 im Jahr 1996 auf Rang 74 im Jahr 2020, in Schottland für den gleichen Zeitraum von Rang 11 auf Rang 65. In Nordirland war der Name länger beliebt. Erst in der zweiten Hälfte der 2010er Jahre wurde er merklich seltener vergeben. Im Jahr 2021 belegte er Rang 55 der Hitliste (vgl. Rang 16 im Jahr 2015).
In Brasilien befand sich der Name zwischen Ende der 1970er Jahr bis zum Jahr 2000 in den Top 200. Der Name war in Puerto Rico zwischen 2000 und 2012 in den Top 20 zu finden, danach ließ seine Popularität nach.

## Varianten

### Männliche Varianten
- Arabisch: میکائیل, DMG Mīkā’īl
- Armenisch: Միքայել Mikajel
- Baskisch: Mikel, Mitxel
- Belarussisch: Міхаіл Michail
- Britannische Sprachen
  - Bretonisch: Mikael
  - Kornisch: Myghal
  - Walisisch: Meical
- Bulgarisch: Михаил Michail
  - Diminutiv: Минчо Mintscho, Минко Minko, Мишо Mischo
- Dänisch: Mikael, Mikkel
- Deutsch
  - Diminutiv: Michel
- Englisch: Michael, Micheal [sic], Mitchell
  - Diminutiv: Mick, Mickey, Micky, Mike, Mikey, Mitch
- Esperanto: Miĥaelo, Mikelo
  - Diminutiv: Miĉjo
- Estnisch: Mihkel
- Färöisch: Mikkjal
- Finnisch: Mikael
  - Diminutiv: Mika, Mikko, Miko, Miska
- Französisch: Michaël, Michel, Mickaël
- Gälische Sprachen
  - Irisch: Mícheál
  - Schottisch-Gälisch: Mìcheal, Mìcheil
- Georgisch: მიხეილ Micheil
  - Diminutiv: მიშო Mischo
- Griechisch: Μιχαήλ Michail, Μιχάλης Michális
  - Altgriechisch: Μιχαήλ Michaēl
- Hawaiianisch: Mikala
- Hebräisch: מִיכָאֵל mîḵāʾēl; siehe auch Mischael
- Italienisch: Michele
- Katalanisch: Miquel
- Kirchenslawisch: Мїхаилъ Michailŭ
- Kroatisch: Mihael, Mihovil
  - Diminutiv: Miho, Mijo, Miško
- Lettisch: Mihails, Miķelis
- Litauisch: Mykolas
- Maltesisch: Mikiel
- Maorisch: Mikaere
- Mazedonisch: Михаил Michail
- Niederländisch: Maikel, Michaël, Michel, Michiel
- Norwegisch: Mikael, Mikkel
  - Diminutiv: Mick
- Polnisch: Michał
- Portugiesisch: Micael, Miguel, Maicon, Michel
  - Diminutiv: Mica, Mi, Guel, Miguelito
- Rumänisch: Mihai, Mihail
  - Diminutiv: Mihăiță
- Russisch: Михаил Michail
  - Diminutiv: Миша Mischa, Мишка Mischka
- Samisch: Mihkkal
- Schwedisch: Micael, Mikael
- Serbisch: Михаило Michailo, Михајло Michajlo
  - Diminutiv: Миша Mischa, Мишко Mischko
- Slowakisch: Michal
- Slowenisch: Mihael
  - Diminutiv: Miha
- Spanisch: Maikel, Miguel
  - Diminutiv: Migo, Miguelito
- Türkisch: Mikail
- Tschechisch: Michal
- Ukrainisch: Михайло Mychajlo, Михаїл Mychajil
- Ungarisch: Mihály
  - Diminutiv: Miksa, Misi

#### Verwandte Namen
- Micha
- Michelangelo

### Weibliche Varianten
- Bulgarisch: Михаела Michaela, Михаила Michaila
- Dänisch: Mikkeline
- Deutsch: Michaela
- Englisch: Makayla, Mckayla, Michaela, Michayla, Michele, Michelle, Mikayla, Mikhaila
- Finnisch: Mikaela
- Französisch: Michèle, Michelle
  - Diminutiv: Micheline
- Griechisch: Μιχαέλα Michaela
- Italienisch: Micaela, Michela
  - Diminutiv: Lina, Michelina
- Kroatisch: Mihaela
- Mazedonisch: Михаела Michaela, Михаила Michaila
- Niederländisch: Michelle
- Polnisch: Michalina
- Portugiesisch: Micaela, Miguela
- Rumänisch: Mihaela
- Schwedisch: Michaela, Mikaela
- Slowakisch: Michaela
- Slowenisch: Mihaela
  - Diminutiv: Miša
- Spanisch: Micaela, Miguela
- Tschechisch: Michaela, Michala
  - Diminutiv: Míša
- Ukrainisch: Михаела Mychaela

#### Verwandte Namen
- Michal

## Namenstage

### Römisch-Katholische Kirche
- 3. Februar: nach Michael Brenner
- 8. März: nach Michael Wittmann
- 20. Mai: nach Johann Michael Sailer
- 23. Mai: nach Michael von Synnada
- 10. Juli: nach Engelbert Kolland (Taufname: Michael)
- 29. September: nach dem Erzengel Michael (Michaelistag)[1]

### Anglikanische und evangelische Kirchen
- 29. September: nach dem Erzengel Michael (Michaelistag)

### Orthodoxe Kirchen
- 1. Januar (julianisch) / 14. Januar (neukalendarisch): nach Michael Bleive
- 8. November: nach dem Erzengel Michael

## Patron
Der Erzengel Michael gilt als Schutzpatron des israelitischen wie des deutschen Volkes und der katholischen Kirche. Zahlreiche Heiligtümer und Kirchen sind ihm geweiht; diese sind unter Michaeliskirche aufgelistet. Er fungiert auch als Schutzheiliger für zahlreiche Berufsgattungen wie Apotheker, Bäcker, Kaufleute oder Polizeibeamte. Als Anführer der himmlischen Heerscharen ist er auch der Schutzpatron der Fallschirmjäger aller Nationen.

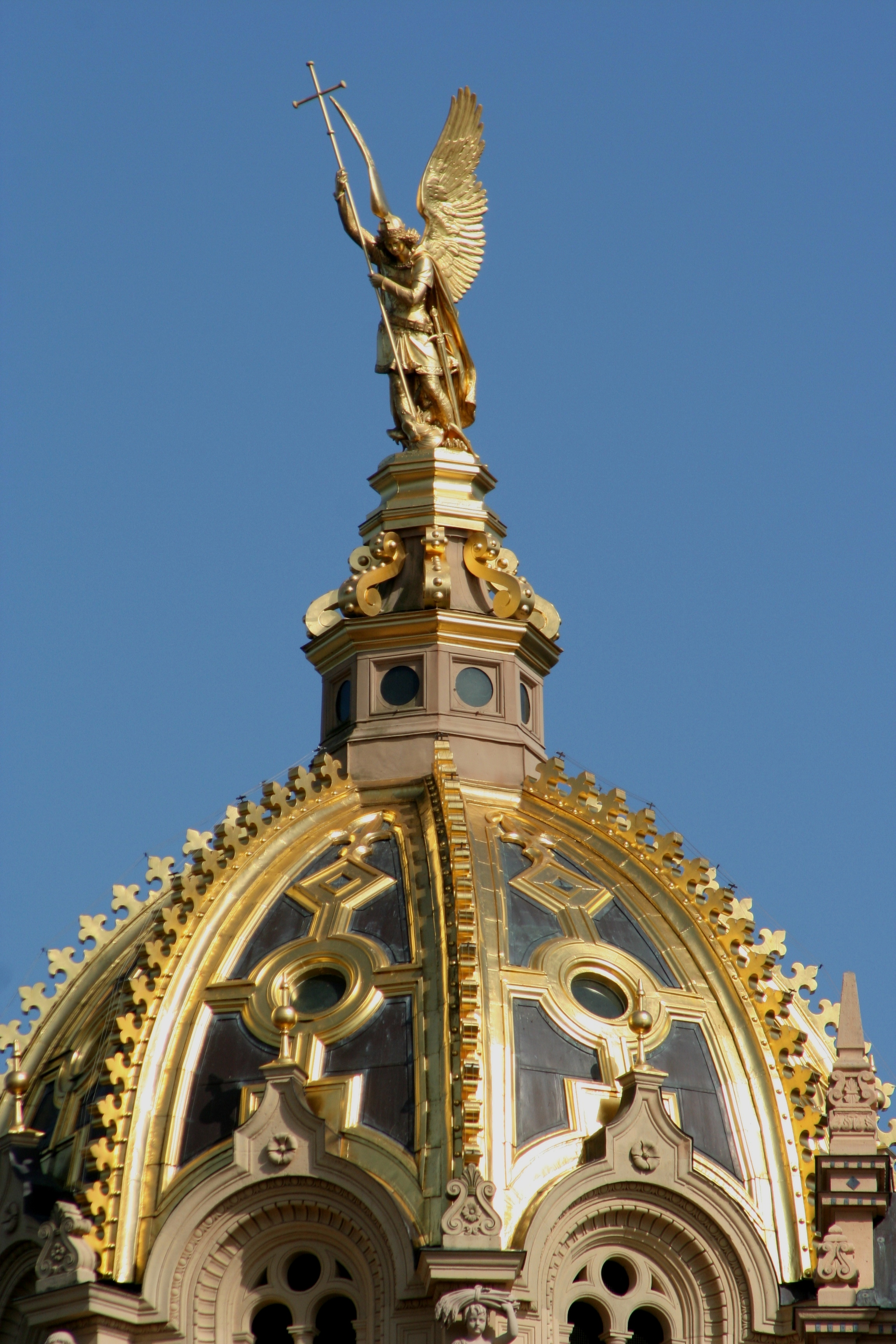
Erzengel Michael, Schweriner Schloss

## Bekannte Namensträger

### Herrscher
- siehe Liste der Herrscher namens Michael

### Familienname
- siehe Michael (Familienname)

### Vorname
Die Wikipedia-Datenbank enthält, Stand Februar 2024, mehr als 10.000 Namensträger mit dem Vornamen Michael. Eine Liste aller Namensträger mit diesem Vornamen kann über die Wikipedia-Namenssuche ermittelt werden.

### Weiblicher Vorname
- Michael Learned (* 1939), US-amerikanische Schauspielerin
- Michael Michele (* 1966), US-amerikanische Schauspielerin
- Michael Steele (* 1955), US-amerikanische Musikerin (The Bangles)

### Künstlername
- Michael (* 1978), deutscher Reality-TV-Show-Teilnehmer
- Michael Holm (* 1943), deutscher Schlagersänger, Songwriter, Texter, Musiker und Musikproduzent
- George Michael (1963–2016), britischer Sänger
- Marion Michael (1940–2007), deutsche Schauspielerin